# Glockengießerstraße

Die Glockengießerstraße (rot markiert)

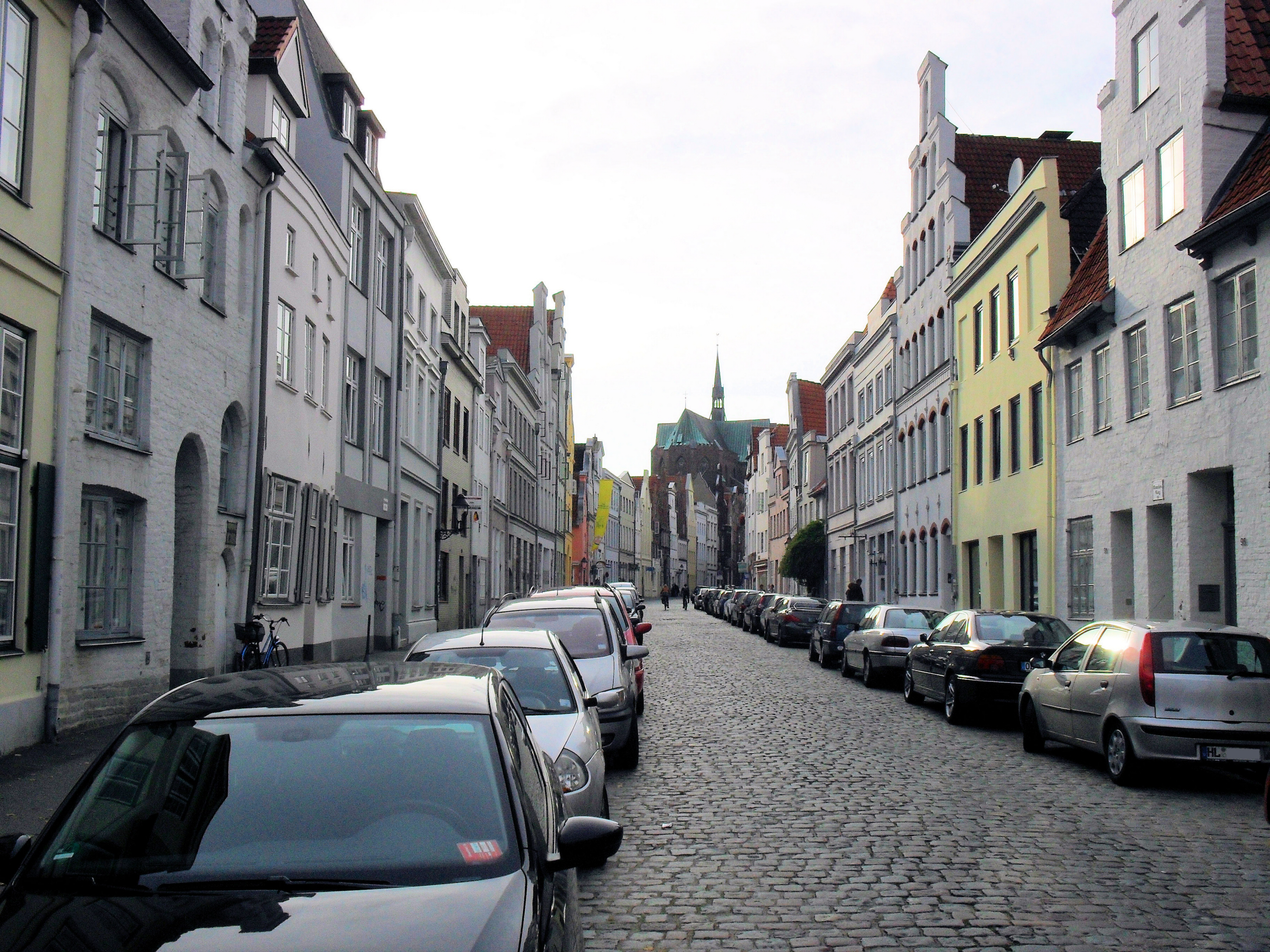
Die Glockengießerstraße (Blick auf die Katharinenkirche)

Glockengießerstraße, um 1900. Im Hintergrund links die Katharinenkirche.

Die Glockengießerstraße (1258 lateinisch: Platea campanariorum) im Jakobi Quartier ist eine der Rippenstraßen der mittelalterlichen Stadtplanung der Lübecker Altstadt. 

## Geschichte
Der Name erklärt sich daraus, dass in der Straße im Mittelalter die Glockengießer ansässig waren. Der Charakter der Straße wird heute überwiegend durch Wohnnutzung bestimmt. Einige der bedeutsamsten Lübecker Gänge und Höfe des Lübecker Flächendenkmals des Weltkulturerbes befinden sich hier. Deren Portale erzählen wie ein Epitaph von ihren Stiftern und dem Stiftungszweck: Kaufleute wie Johann Füchting oder Johann Glandorp verewigten sich durch ihre Spenden.
Der Wickede-Stift in der Nr. 8 wurde 1397 als Armenhaus gestiftet. Die Familie von Wickede übernahm im 15. Jh. die Stiftung. 1783 erfolgte ein Neubau mit strenggegliederter Zopfstilfassade. Über dessen Portal befindet sich das Wappen der Wickedes. Seit 1974 ist es ein Studentenheim.

## Verlauf

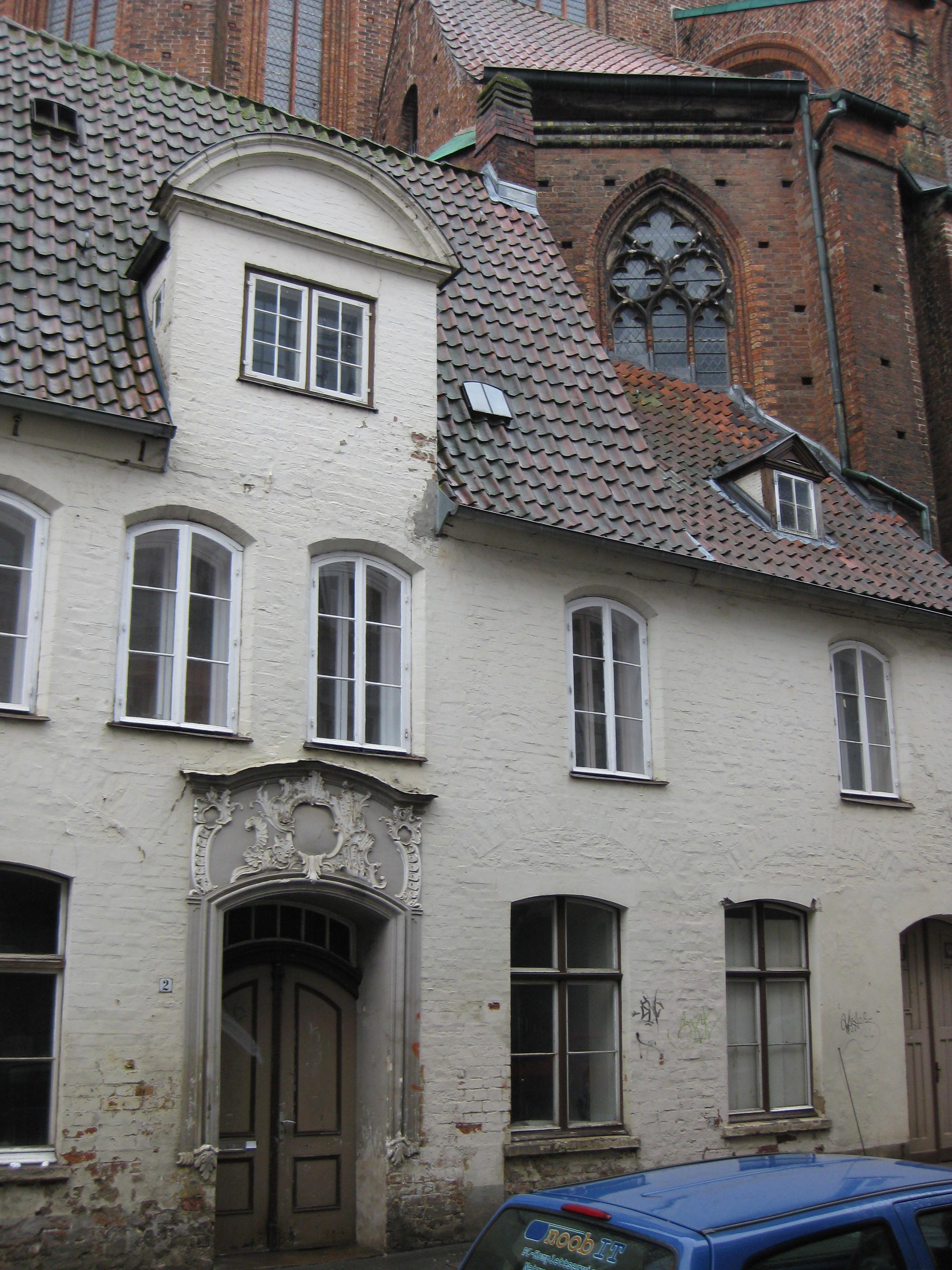
Haus der Werkmeister der Katharinenkirche, Glockengießerstraße 2

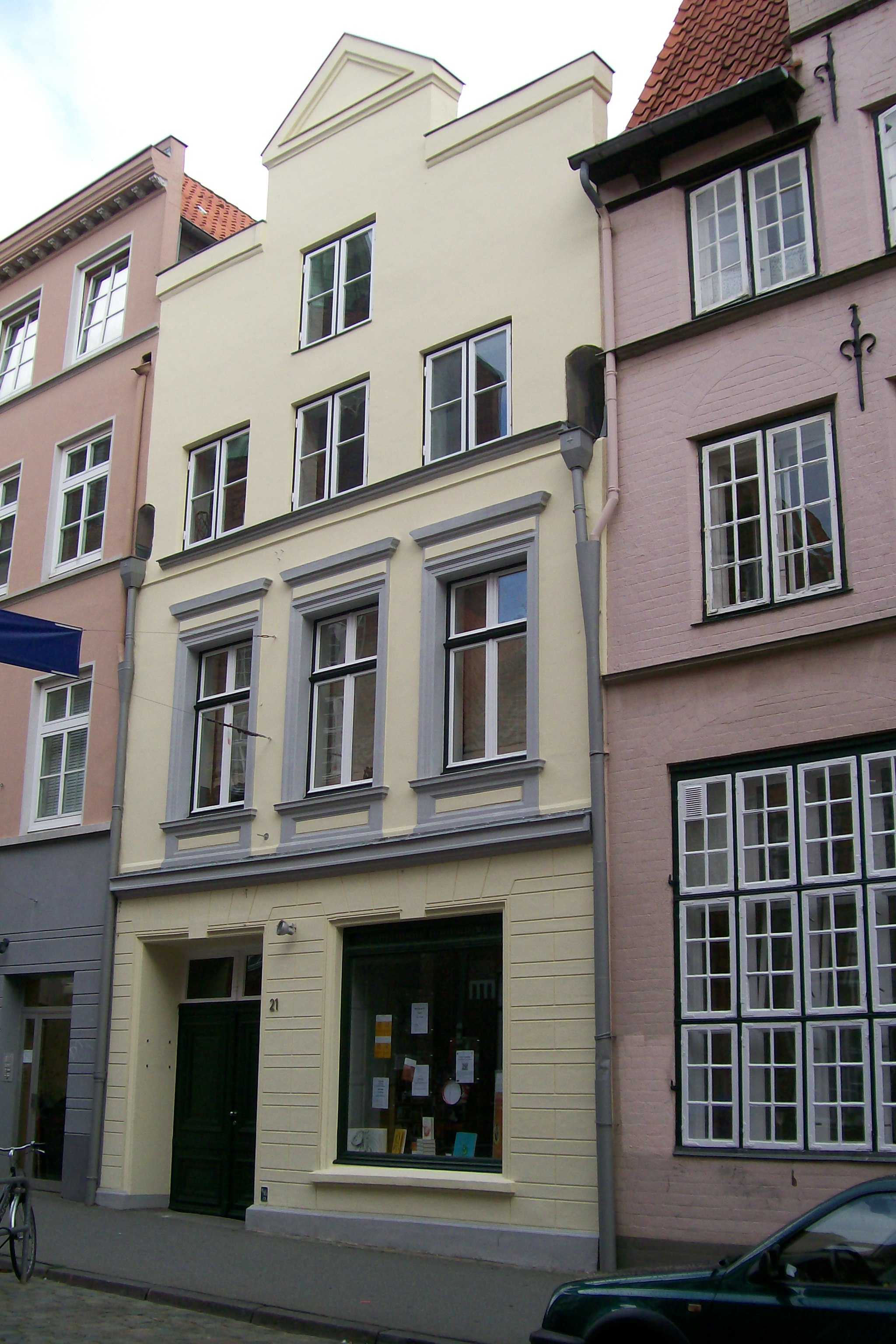
Günter-Grass-Haus, Glockengießerstraße 21

Die Glockengießerstraße beginnt an der Königstraße Ecke Katharinenkirche. Ihr Verlauf führt vom Kamm der Altstadtinsel nach Osten hinab in die ehemalige Niederung der Wakenitz. Die Straße endete früher an der Stadtmauer der Lübecker Stadtbefestigung und der Wakenitz, die Lübeck im Osten umschloss, bis Ende des 19. Jahrhunderts der Elbe-Lübeck-Kanal gegraben wurde. Hier stand früher der Glockengießerturm. Weil der Kanal schmaler ist, als die aufgestaute Wakenitz war, wurde im Osten der „Altstadtinsel“ Land gewonnen, auf dem die Kanalstraße angelegt wurde, an der die Glockengießerstraße heute endet.
An der nördlichen Seite des Chors der Katharinenkirche fällt das Haus der Werkmeister auf, weil es nicht giebelständig gebaut wurde, sondern als Traufenhaus. Es ist in seiner Substanz ein Haus der Spätgotik. Die Fassade und das Zwerchhaus sind hingegen barock. Das Portal entstammt dem Rokoko. Das Nachbarhaus Nr. 4 ist dann schon wieder lübecktypisch giebelständig. Das Katharinen- oder Attendorn-Stift wurde 1301 von dem Lübecker Ratsherrn Volmar von Attendorn als Beginenhaus gestiftet. Der Giebel dieses Hauses stürzte 1718 ein und wurde dann im Stil der Renaissance mit barocken Fensterlaibungen neu ausgeführt. Die Durchfahrt zum Schulhof des Katharineums stammt aus dem Jahr 1978. Nach der Reformation wurde das Attendornstift ein Wohnheim für Lehrerwitwen.
In der Glockengießerstraße 21 befindet sich das Günter-Grass-Haus.
Zwischen 1877 und 1886 war das Roquettesche private Lehrerinnenseminar in der Glockengießerstraße 37 untergebracht.

## Denkmalgeschützte Häuser
Unter Denkmalschutz stehen die Hausgrundstücke Glockengießerstraße Nr. 1, 2–12 gerade, 18–28 gerade, 23–27 ungerade (Füchtingshof), 29–35 ungerade, 36, 39, 40–50 gerade, 41–43 ungerade (Glandorps Gang), 45–53 ungerade (Glandorps Hof), 55–57 ungerade, 62, 69–75 ungerade, 72–74 gerade, 87, 91–95 ungerade.
- siehe auch Liste abgegangener Lübecker Bauwerke#Glockengießerstraße für nicht mehr vorhandene Bauwerke.

## Gänge und Höfe
Von der Glockengießerstraße gehen oder gingen folgende Lübecker Gänge und Höfe ab (nach Hausnummern):
- 25: Füchtingshof
- 38: Bäcker Gang
- 39: Illhorn Sift
- 41–53: Glandorps Gang und Glandorps Hof
- 52: Schwolls Thorweg
- 58: Storms Gang (abgängig)
- 64: Nöltings Gang (abgängig)
- 70: Graths Gang (abgängig)
- 77: Lödings Hof
- 83: Schmützs Gang
- 93: Warnckes Gang

Portal des Füchtingshofes
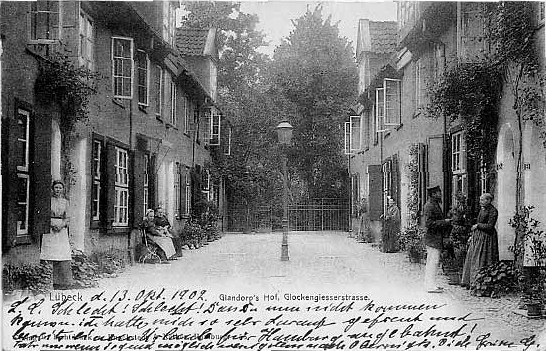
Glandorps Hof
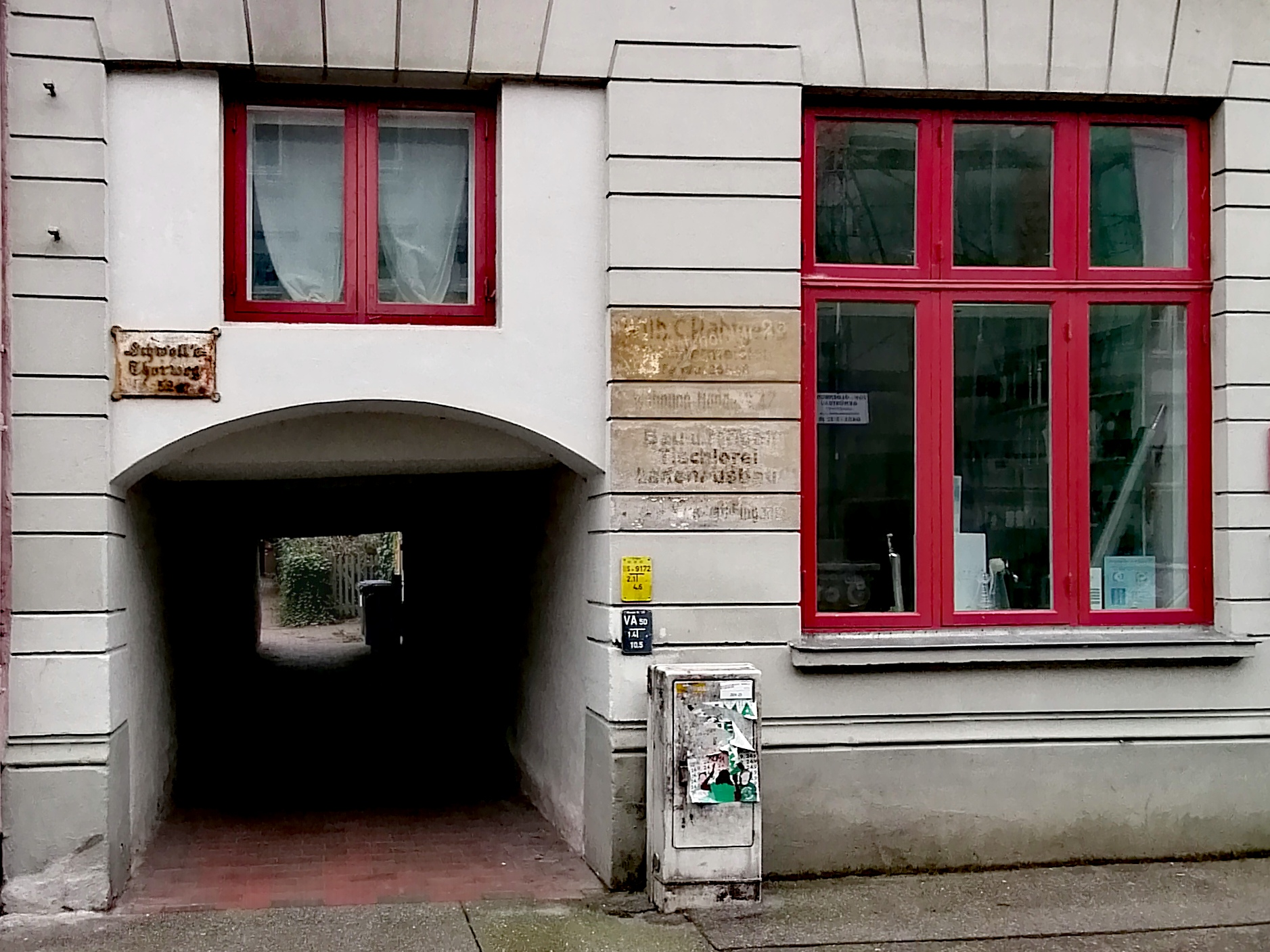
Schwoll's Thorweg